# E-mu Drumulator
| E-mu Drumulator                                                                                                | E-mu Drumulator                                       |
| Bedienfläche                                                                                                   | Bedienfläche                                          |
| Allgemeines | Allgemeines                                           |
| --- | ----------------------------------------------------- |
| Name | Drumulator                                            |
| Hersteller | E-mu Systems                                          |
| Klangerzeugung                                                                                                 | Digitale Samples (12-Bit)                             |
| Veröffentlichung                                                                                               | 1983                                                  |
| Eigenschaften                                                                                                  |                                                       |
| Polyphon | ja, 8                                                 |
| Tasten | 4 Plastik-Pads                                        |
| Schnittstelle(n)                                                                                               | MIDI (nur Spätere Modelle) Clock/Cas (“IN” und “OUT”) |
| Sequenzer | Ja                                                    |
| Speicherplätze                                                                                                 | 8 Songs / 36 Patterns                                 |
| Maße (L × B × H)                                                                                               | 36 × 34 × 11 cm                                       |
| Gewicht | 4,5 kg                                                |
| Hinterseite und Anschlüsse                                                                                     |                                                       |
| Hörbeispiele                                                                                                   |                                                       |
| · Hörbeispiel1: Rhythmus programmiert auf dem internen Sequenzer des Drumulators (Hall beigemischt)            |                                                       |
| · Hörbeispiel2: Verwendung des Drumulators in einem Musikstück gemeinsam mit anderen Synthesizern (Ausschnitt) |                                                       |

Der E-mu Drumulator ist ein Drumcomputer des Herstellers E-mu Systems. Er wurde erstmals 1983 zum Kauf angeboten. Der Einführungspreis betrug 995 US$. Der Hersteller achtete besonders darauf, den Drumcomputer möglichst kostengünstig anbieten zu können, da ähnliche Geräte zur damaligen Zeit oft sehr teuer waren. Aufgrund des niedrigen Preises wurde der E-mu Drumulator in unzähligen Low-Cost-Produktionen eingesetzt, was ihn zu einem der bekanntesten Drumcomputer der 1980er Jahre machte.

## Funktion

### Klangerzeugung
Der Drumulator bietet die Möglichkeit, zwölf verschiedene Schlagzeug-Sounds wiederzugeben. Diese können über vier Pads am Gerät, über den internen Sequenzer oder über externe Geräte angesteuert werden. Die einzelnen Sounds sind als digitale 12-Bit-Samples gespeichert. Mittels sechs blauer Tasten war es möglich, den vier Pads jeweils ein Sample zuzuordnen. Jede dieser Tasten repräsentiert zwei Samples. Welches dieser zwei Samples zugeordnet wird, hängt davon ab, ob sich die Maschine im „Drum“- oder im „Percussion“-Modus befindet. Die meisten Samples können sowohl durch getrennte Ausgänge als auch über einen „Mix Out“-Ausgang ausgegeben werden. Nur wenige Samples teilen sich einen Ausgang. Außerdem verfügt der Drumulator noch über ein integriertes Metronom, welches unabhängig von den Samples durch einen eigenen Chip erzeugt, und auch über einen separaten Ausgang ausgegeben werden kann.
Folgende Klänge sind standardmäßig auf dem Drumcomputer enthalten:
| Drums      | Bass  | Snare   | Rim   | Hi Tom      | Mid Tom       | Lo Tom |
| Percussion | Clavé | Cowbell | Claps | Hi Hat Open | Hi Hat Closed | Cymbal |

### Sequenzer
Mit dem internen Sequenzer kann man verschiedene Rhythmen programmieren, die dann automatisch vom Gerät gespielt werden. Normalerweise beginnt man damit, sogenannte „Patterns“ bzw. „Segments“ einzuspielen, die aus einem oder mehreren Takten bestehen und sich während des zu begleitenden Musikstücks immer wiederholen. Diese Segmente kann man anschließend zu einem „Song“ zusammenfügen. Man hat im Sequenzer ebenso die Möglichkeit, die Lautstärke und die Akzentuierung der Samples zu bestimmen. Auch Zusatzfunktionen wie eine automatische Korrektur oder das Hinzufügen eines Swings sind möglich. Der Drumulator bietet 36 Speicherplätze für „Segments“ und acht Speicherplätze für „Songs“. Falls man mehr Speicherplatz benötigt, oder um ein Backup der gespeicherten Rhythmen zu erstellen, hat man die Möglichkeit, die einprogrammierten Rhythmen auf Kassette oder Tonband digital abzuspeichern. Das entsprechende Signal kann über die Buchsen „Clock/Cas In“ und „Clock/Cas Out“ ein- bzw. ausgegeben werden. Über dieselben Buchsen ist es außerdem möglich, den Drumulator mittels „Clock-Sync“ mit anderen Instrumenten zu synchronisieren.

## Erweiterungen

### Erweiterungen von E-mu Systems

#### Pad Programmer
E-mu Systems bot zum Drumulator noch ein Zusatzgerät an, mit dem es möglich war, die Schlagzeugklänge nicht nur über die Tasten des Drumcomputers abzurufen, sondern sie mittels Drumsticks wie auf einem echten Schlagzeug einzuspielen. Dieses Gerät wurde unter dem Namen „Pad Programmer“ vermarktet und ist in ein identisches Gehäuse wie der Drumulator eingebaut. Es verfügt über vier Gummipads, welche die jeweils eingestellten Samples abrufen und wiedergeben. Mit diesem Zusatz ist es im Gegensatz zu den Tasten am Drumulator möglich, die Klänge auch anschlagsdynamisch abzuspielen. Der Pad Programmer wird mittels vier Kabeln mit dem Drumulator verbunden. Die Buchsen sind am Drumulator mit Gate A–D beschriftet. Am Pad Programmer sind nur die Buchstaben angeschrieben.

### Erweiterungen anderer Hersteller
Es gab auch von Drittanbietern zahlreiche Erweiterungen, die nachträglich eingebaut werden konnten. Diese wurden meist in Form von zusätzlichen Leiterplatten oder als EPROM-Speicherbausteine angeboten. Mit diesen Erweiterungen ist es beispielsweise möglich, die Kompatibilität zu anderen Instrumenten zu erweitern oder die vorprogrammierten Samples durch andere zu ersetzen und so die Klänge des Drumcomputers zu verändern.

#### Digidrums
Vom Hersteller Digidrums wurden vor allem EPROMs für den Drumulator produziert. Sie ersetzten die originalen Samples des Drumcomputers. Es wurden 15 verschiedene Sets an Klängen verkauft. Jedes dieser Sets bestand aus fünf EPROMs. Auf vier solcher Speicherbausteine sind die tatsächlichen Samples gespeichert. Der fünfte ist eine Art Steuerbaustein, der Informationen darüber enthält, welches Sample wo abgerufen werden kann.
Unter anderen wurden folgende Sets verkauft:
- Electronic Drums
- Latin Percussion
- African/Misc. Percussion
- Rock Drums
- Jazz Drums
- Sound Effects
- Latin Drums
- Alternative Drums

- All Percussion

Einige dieser Sets wurden auch für andere Drumcomputer verkauft. Aufgrund unterschiedlicher Speichergegebenheiten der Instrumente gab es allerdings kleine Unterschiede im Klang der Sets. Die Samples, die auf den Erweiterungsbausteinen enthalten sind, stammen aus unterschiedlichen Quellen. Einige wurden von Digidrums selbst aufgenommen, andere wurden aus Musikstücken gesampelt (z. B. „Rock Drums #1“ aus dem Lied When the Levee Breaks von der Band Led Zeppelin) oder von bestehenden Instrumenten mit größerem Speicherumfang übernommen (z. B. „Latin Percussion“ von einer Diskette des E-mu Emulator II).
Drumulator 8-fach Sound Expansion von mLab.midisoft
Die Soundsets werden bei diesem Upgrade-Kit mit den Drumulator eigenen Tasten 1-8 & ENTER ausgewählt. Daher sind keine Bohrungen oder zusätzliche Schalter erforderlich.
Um durch die acht Soundsets zu schalten, ist eine der acht Zifferntasten gedrückt zu halten und ENTER-Taste zu drücken.
Folgende 8 Sound Sets können hier umgeschaltet werden.
- E-MU Drumulator Factory Sound Set
- Electronic Drums 1
- Electronic Drums 2
- Latin Percussion
- African/Misc. Percussion
- Rock Kit
- Analog Drum Machine
- Jazz Drums

#### JL Cooper
Von dem Hersteller JL Cooper wurden zusätzliche Leiterplatten produziert, die nachträglich in den Drumulator eingebaut werden konnten. Eine dieser Erweiterungen machte es möglich, auf älteren Modellen, die noch nicht über eine MIDI-Schnittstelle verfügten, diese nachzurüsten. Die wohl bekannteste Erweiterung war das „Drumulator 3 Kit Board“. Dieses wurde auf die interne Hauptplatine des Drumulators gesteckt, wo sich normalerweise die EPROMs mit den gespeicherten Samples befinden. Auf der Erweiterungsplatine hatte man die Möglichkeit, gleich drei verschiedene EPROM-Kits einzusetzen. Dies erleichterte das Wechseln zwischen den verschiedenen Samples erheblich, da nun nicht mehr die EPROMs getauscht werden mussten, sondern man mittels Schalter das gewünschte Kit wählen konnte.

## Verwendung in Musikstücken (Auswahl)
Der Drumulator wurde vor allem in den 1980er Jahren in der Popmusik, als auch für Untermalungsmusik für Filme, Hörspiele etc. verwendet. Heute kommt er nur noch selten zum Einsatz, da die meisten Musikproduzenten VST-Plugins zur Klangerzeugung verwenden. Dennoch ist sein Klang auch noch in neueren Musikstücken zu hören, da es entsprechende Plugins gibt, welche versuchen, den Klang dieses Drumcomputers zu imitieren.
| Jahr                                                       | Künstler          | Album                                                          | Lieder |
| ---------------------------------------------------------- | ----------------- | -------------------------------------------------------------- | --- |
| 1983                                                       | Cocteau Twins     | Head over Heels                                                | My Love Paramour                                                                                                |
| 1983                                                       | Cocteau Twins     | Sunburst and Snowblind                                         | |
| 1983                                                       | Depeche Mode      | Construction Time Again                                        | Everything Counts, Love, in Itself                                                                              |
| 1983                                                       | Karel Svoboda     | OST Tao Tao                                                    | |
| Keith LeBlanc                                              |                   | Malcolm X: No Sell Out                                         | |
| The Twins                                                  | A Wild Romance    | A Wild Romance                                                 | |
| Valerie Dore                                               |                   | The Night, Get Closer                                          | |
| 1984                                                       | Fun Fun           |                                                                | Color My Love                                                                                                   |
| 1984                                                       | Front 242         | No Comment                                                     | |
| 1984                                                       | Howard Jones      | Human’s Lib                                                    | |
| 1984                                                       | Kenny Loggins     | OST Footloose                                                  | Footloose |
| 1984                                                       | Models            | J.R. Robot                                                     | J.R. Robot |
| 1984                                                       | Nemesy            | I Wanna Dance                                                  | I Wanna Dance                                                                                                   |
| 1984                                                       | Rockwell          | Somebody’s Watching Me                                         | Somebody’s Watching Me                                                                                          |
| 1984                                                       | Carol Jiani       |                                                                | Touch and Go Lover                                                                                              |
| 1984                                                       | Cocteau Twins     | Treasure*                                                      | |
| 1985                                                       | Bad Boys Blue     |                                                                | Hot Girls, Bad Boys                                                                                             |
| 1985                                                       | Detlef Oels       | Diverse Europa-Hörspiele (u. a. Drei ???, TKKG, Fünf Freundeg) | Hintergrundmusik                                                                                                |
| 1985                                                       | EAV               | Geld oder Leben                                                | Ba-Ba-Banküberfall*, Fata Morgana, Heisse Nächte in Palermo, Küss die Hand, Herr Kerkermeister*, Märchenprinz** |
| 1985                                                       | Game Theory       | Real Nighttime                                                 | She’ll Be a Verb                                                                                                |
| 1985                                                       | Lou Reed          | OST White Nights                                               | My Love is Chemical                                                                                             |
| 1985                                                       | Tears for Fears   | Songs from the Big Chair                                       | Shout* |
| 1986                                                       | Jean-Michel Jarre | Rendez-Vous                                                    | |
| 1986                                                       | Nu Shooz          |                                                                | I Can’t Wait |
| 1987                                                       | Big Black         | Songs About Fucking                                            | |
| 1987                                                       | Christian Bruhn   | OST Alice im Wunderland                                        | |
| 1987                                                       | Depeche Mode      | Music for the Masses                                           | Never Let Me Down Again                                                                                         |
| 1987                                                       | Gerd Bessler      | Under the Flying Violin                                        | Flyin’ On The Wave                                                                                              |
| 2001                                                       | Liars             | They Threw Us All in a Trench and Stuck a Monument on Top      | Mr Your On Fire Mr, Tumbling Walls Buried Me in the Debris, We Live NE of Compton                               |
| * Digidrums Rock Drums #1 ** Digidrums Electronic Drums #1 |                   |                                                                | |

## Softwareversionen
Es wurden häufiger Soundsets für Sampler und Softwaresynthesizer angeboten, die auf Samples des Drumulators basierten. Auch VST-Versionen sind verfügbar.